# Antoine Pelegrin
Pour les articles homonymes, voir Pelegrin.
Antoine Pelegrin, mort en 1542, est le soixante-quinzième évêque de Toul de 1537 à 1542.

## Biographie
Il était d'une famille noble du Comtat Venaissin. En 1537 à la mort d'Hector d'Ailly-Rochefort, évêque de Toul, les conditions de résignation de son prédécesseur Jean de Lorraine firent que ce dernier reprit possession du diocèse, qu'il confia cinq ans plus tard à Antoine Pelegrin.
Les chanoines menaient alors un train fastueux et avaient pris possession des revenus de nombreuses paroisses, laissant leurs curés dans la pauvreté. Antoine Pelegrin voulut réformer le chapitre et la vie des chanoines, mais ceux-ci en appelèrent à Rome, qui eut la faiblesse de tolérer ces abus.
Blessé par ces résultats, Antoine Pelegrin se désintéressa alors de son diocèse et se retira en Provence où il mourut à la fin de l'année 1542. Jean de Lorraine reprit une nouvelle fois l'administration du diocèse, qu'il confia ensuite à Toussaint de Hocédy, son secrétaire.

## Source
- A. D. Thierry, Histoire de la ville de Toul et de ses évêques, vol. 2, Paris, 1841 (lire en ligne), p. 88-92.